# Гражданка (Приморський край)
Гражданка (рос. Гражданка) — село у Анучинському районі Приморському краю Російської Федерації.
Муніципальне утворення — Анучинський муніципальний округ. Населення становить 1023 особи.

## Історія
Згідно із законом від 6 грудня 2004 року № 177-КЗ у 2004—2019 роках муніципальним утворенням було Гражданське сільське поселення.

## Населення
| 2001 | 2002  | 2010  |
| ---- | ----- | ----- |
| 1299 | ↘1155 | ↘1023 |